# جان کورزاین
جان کورزین، (به انگلیسی: Jon Corzine) (زاده ۱ ژانویه ۱۹۴۷) بانکدار، سیاستمدار و مدیر ارشد اجرایی آمریکایی است. وی از اعضای حزب دموکرات ایالات متحده آمریکا می‌باشد، که در فاصله سال‌های ۲۰۰۱ تا ۲۰۰۶ سناتور ایالات متحده از نیوجرسی بود و از ۲۰۰۶ تا ۲۰۱۰ نیز به‌عنوان ۵۴مین فرماندار ایالت نیوجرسی، فعالیت می‌نمود. کورزین همچنین در طول دهه ۱۹۹۰ میلادی (۱۹۹۴ تا ۱۹۹۹) مدیر عامل اجرایی و رییس هیئت مدیره شرکت گلدمن ساکس به‌شمار می‌آمد.